# Culex rachoui
Culex rachoui är en tvåvingeart som beskrevs av Duret 1968. Culex rachoui ingår i släktet Culex och familjen stickmyggor. Inga underarter finns listade i Catalogue of Life.